# Ivan Guțu
Ivan Guțu (n. 1947) este un deputat moldovean în Parlamentul Republicii Moldova, ales în Legislatura 2005-2009 pe listele Partidului Comuniștilor.